# Weg der Befreiung

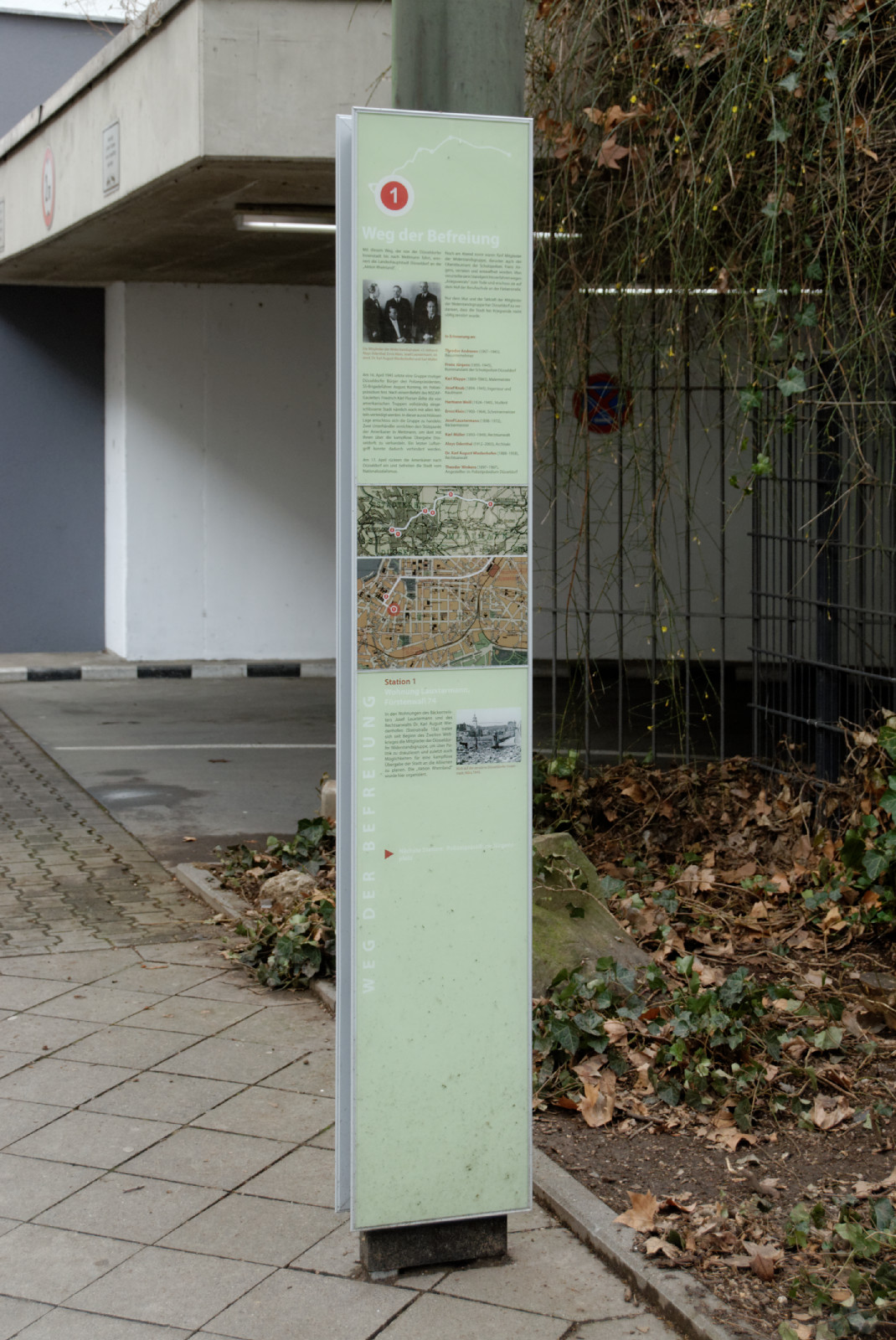
Station 1 am Fürstenwall 74

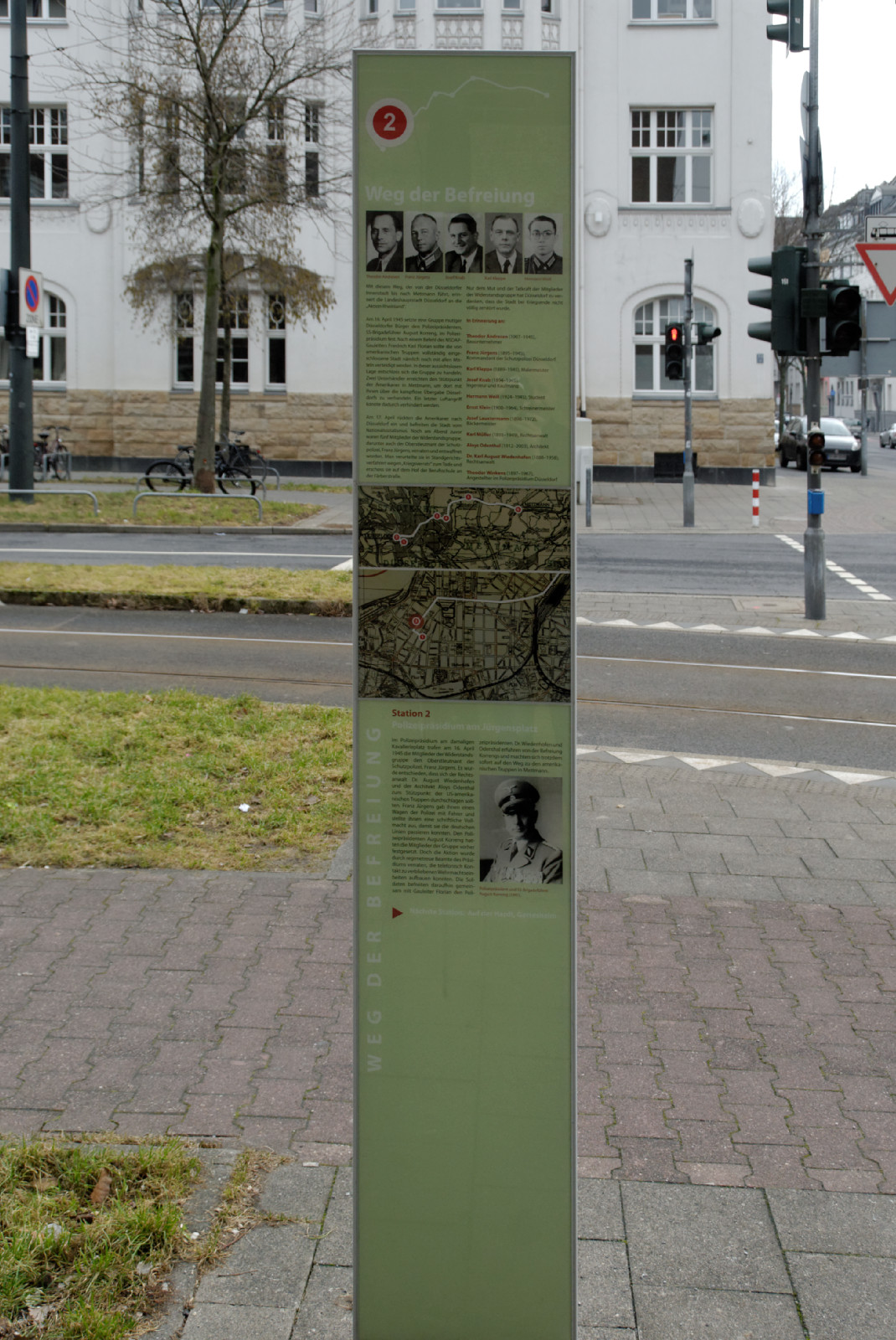
Station 2 am Jürgensplatz

Der Weg der Befreiung ist ein Geschichtsprojekt in der nordrhein-westfälischen Landeshauptstadt Düsseldorf und in der Kreisstadt Mettmann. Es erinnert an den örtlichen Widerstand gegen den Nationalsozialismus am Ende des Zweiten Weltkriegs und an die Befreiung der Stadt Düsseldorf im April 1945. Es ist zugleich ein dezentrales Mahnmal, das an die Zeit des Nationalsozialismus erinnert.

## Historischer Hintergrund
Im April 1945 war Düsseldorf, bereits seit Anfang März eine Frontstadt, eine der letzten Städte im Ruhrkessel. US-amerikanische Truppen hatten sowohl das linke Rheinufer vom Nationalsozialismus befreit als auch Düsseldorf von Norden und Südwesten eingekesselt. In Mettmann und Hilden standen bereits US-Kampfverbände. In Düsseldorf kam es am 16. April 1945 zu einer Widerstandshandlung, der so genannten Aktion Rheinland, die von einer Gruppe Düsseldorfer Bürger initiiert worden war, um eine endgültige Zerstörung Düsseldorfs zu vermeiden und die Stadt kampflos an die Amerikaner zu übergeben. Akteure waren der Polizeibeamte Franz Jürgens, die Bürger Aloys Odenthal und Karl August Wiedenhofen sowie der fanatische Nationalsozialist August Korreng, der als SS-Brigadeführer und Polizeipräsident die Stadt um jeden Preis verteidigen wollte.
Odenthal und Wiedenhofen gelang es sich mit einem Polizeiwagen und später zu Fuß bis nach Mettmann durchzuschlagen, die Kapitulationsurkunden in der Tasche, und dort in einem provisorischen Feldlager (Rathaus an der Neanderstraße) mit den US-Truppen zu verhandeln. Sie hatten Erfolg und konnten die Offiziere dazu bewegen, Düsseldorf kampflos einzunehmen und damit die Zivilbevölkerung zu schonen. Der Rest der Gruppe um Franz Jürgens wurde verraten, in einem Standgerichtsverfahren „verurteilt“ und noch in der Nacht zum 17. April erschossen. Düsseldorf wurde am Mittag dieses Tages befreit – ohne jede Kampfhandlung (siehe Aktion Rheinland).

## Projekt
Verschiedene Projekte der Mahn- und Gedenkstätte Düsseldorf (2004–2008) sowie die Forderungen von Bürgern und Lokalpolitikern aus mehreren Düsseldorfer Bezirksvertretungen führten schließlich zu der Idee, den Weg von Odenthal und Wiedenhofen öffentlich sichtbar und nachvollziehbar zu machen durch sechs Erinnerungsstelen in deutscher und englischer Sprache, die vom Polizeipräsidium Düsseldorf in Unterbilk bis nach Mettmann führen. An den sechs Stationen werden verschiedene dramatische Begebenheiten geschildert, die sich auf diesem Weg ereigneten, bis die beiden Unterhändler schließlich unter Lebensgefahr ihr Ziel erreichten.

## Einweihung
Am 17. April 2011 wurde der Weg der Befreiung mit einem Festakt im Polizeipräsidium durch Oberbürgermeister Dirk Elbers eingeweiht und damit der Öffentlichkeit übergeben. Kinder und Enkelkinder der damaligen Widerstandskämpfer waren anwesend. Schülerinnen und Schüler des Franz-Jürgens-Berufskollegs gestalteten die Feier.

## Weg der Befreiung – Stationen
- Station 1: Wohnung Lauxtermann am Fürstenwall 74

„In der Wohnung des Bäckermeisters Josef Lauxtermann und in der Wohnung des Rechtsanwalts Karl-August Wiedenhofen (Steinstraße 15a) trafen sich seit Beginn des Zweiten Weltkrieges die Mitglieder der Düsseldorfer Widerstandsgruppe, um über Politik zu diskutieren und zuletzt auch Möglichkeiten für eine kampflose Übergabe der Stadt an die Alliierten zu planen. Die „Aktion Rheinland“ wurde hier organisiert.“ (Kulturamt Düsseldorf: Texte für die Stelen des Projekts "Weg der Befreiung", Vorlage 41/77/2010, Kulturausschuss, 9. September 2010)
- Station 2: Polizeipräsidium am Jürgensplatz

„Im Polizeipräsidium am damaligen Kavallerieplatz trafen am 16. April 1945 die Mitglieder der Widerstandsgruppe den Oberstleutnant der Schutzpolizei, Franz Jürgens. Es wurde entschieden, dass sich der Rechtsanwalt August Wiedenhofen und der Architekt Aloys Odenthal zum Stützpunkt der US-amerikanischen Truppen durchschlagen sollten. Franz Jürgens gab ihnen einen Wagen der Polizei mit Fahrer und stellte ihnen eine schriftliche Vollmacht aus, damit sie die deutschen Linien passieren konnten. Den Polizeipräsidenten August Korreng hatten die Mitglieder der Gruppe vorher festgesetzt. Doch die Aktion wurde durch regimetreue Beamte des Präsidiums verraten, die telefonisch Kontakt zu verbliebenen Wehrmachtseinheiten aufbauen konnten. Die Soldaten befreiten daraufhin gemeinsam mit Gauleiter Florian den Polizeipräsidenten. Wiedenhofen und Odenthal wussten bereits von der Befreiung Korrengs und machten sich sofort auf den Weg zu den amerikanischen Truppen in Mettmann.“ (Kulturamt Düsseldorf: Texte für die Stelen des Projekts "Weg der Befreiung", Vorlage 41/77/2010, Kulturausschuss, 9. September 2010)
- Station 3: Auf der Hardt in Gerresheim

„Bis nach Gerresheim waren Wiedenhofen und Odenthal am frühen Nachmittag des 16. April 1945 noch mit einem Wagen der Polizei gefahren, wofür Oberstleutnant Jürgens ihnen einen Passierschein mitgegeben und einen Fahrer zu [sic] Verfügung gestellt hatte. Auf der Hardt trennten sie sich vom Fahrer des Wagens auf dessen Bitte und gingen zu Fuß weiter in Richtung Mettmann zum provisorischen Quartier der US-Streitkräfte. Dem Polizeifahrer hatten sie noch das Versprechen abgenommen, ihr Vorhaben niemandem zu verraten.“ (Kulturamt Düsseldorf: Texte für die Stelen des Projekts "Weg der Befreiung", Vorlage 41/77/2010, Kulturausschuss, 9. September 2010)
- Station 4: Lakronstraße

„Wiedenhofen und Odenthal, die beiden Unterhändler, hatten sich am Nachmittag des 16. April 1945 in Gerresheim voneinander getrennt, um als Einzelpersonen weniger verdächtig zu erscheinen. Auf der Lakronstraße, ganz in der Nähe von Odenthals Wohnung, traf dieser dann seine Ehefrau, um sich von ihr zu verabschieden. Ab dem Gerresheimer Friedhof ging er wieder gemeinsam mit Wiedenhofen in Richtung Mettmann zum Stützpunkt der amerikanischen Truppen, um mit ihnen zu verhandeln.“ (Kulturamt Düsseldorf: Texte für die Stelen des Projekts "Weg der Befreiung", Vorlage 41/77/2010, Kulturausschuss, 9. September 2010)
- Station 5: Dorfkirche St. Cäcilia in Hubbelrath

„Die Unterhändler Wiedenhofen und Odenthal hatten sich auf dem Weg zu den Amerikanern über den Rotthäuser Weg bis Hubbelrath durchgeschlagen. Hier machten sie Rast bei Pfarrer Lebrecht Petri, den sie gut kannten. Der Pfarrer warnte sie eindringlich vor der Gefahr, in die sie sich begaben, und betete für sie und das Gelingen ihres Vorhabens, das er für zu gefährlich hielt. Wiedenhofen und Odenthal verabschiedeten sich und zogen weiter, um mit den amerikanischen Truppen über die kampflose Übergabe der Stadt zu verhandeln. Einigen deutschen Soldaten, denen sie noch begegneten, sagten sie, sie seien ein Tierarzt und ein Landwirt, um unbehelligt passieren zu können. Als sie sich gegen 18 Uhr schließlich den amerikanischen Stellungen näherten, hielten sie eine weiße Fahne hoch.“ (Kulturamt Düsseldorf: Texte für die Stelen des Projekts "Weg der Befreiung", Vorlage 41/77/2010, Kulturausschuss, 9. September 2010)
- Station 6: Neanderstraße 85, damalige Kreisverwaltung Düsseldorf-Mettmann (heute Rathaus)

„Hier befand sich das provisorische Hauptquartier der amerikanischen Truppen, in dem die Düsseldorfer Bürger August Wiedenhofen und Aloys Odenthal am Abend des 16. Aprils 1945 eintrafen. Sie zeigten einen Passierschein des inzwischen verhafteten Hauptmanns der Düsseldorfer Schutzpolizei, Franz Jürgens, und versicherten den Militärs, dass in Düsseldorf niemand militärischen Widerstand gegen einen amerikanischen Einmarsch leisten werde. Die Amerikaner misstrauten den Deutschen zunächst, gingen jedoch dann auf das Angebot ein und verzichteten auf ein weiteres Bombardement. Damit waren die Stadt und die restliche Zivilbevölkerung gerettet. Wiedenhofen und Odenthal waren beim kampflosen Einmarsch der Amerikaner mit dabei: Sie saßen auf zwei Panzern.“ (Kulturamt Düsseldorf: Texte für die Stelen des Projekts "Weg der Befreiung", Vorlage 41/77/2010, Kulturausschuss, 9. September 2010)